# Lycée Edgar Poe
A Lycée Edgar Poe - egy francia magán középiskola, amely a 2 rue du Faubourg-Poissonnière szám alatt található, Párizs 10. kerületében. Edgar Allan Poe (1809-1849) amerikai íróról van elnevezve.
Mottójuk az iskola honlapján: „L’intérêt pour l’élève développe l’intérêt de l’élève”.
2018-ban nyílt meg egy második helyszín is a 10. kerületben, a rue Bossuet 12. szám alatt, melyeket a Bonne Nouvelle és Poissonnière metróállomások szolgálnak ki.

## Ismert diákok
- Olivier Caudron (született 1955-ben), énekes.
- François Ravard (született 1957), francia lemez- és filmproducer.